# Gouvernement Jekaterinoslav
Het gouvernement Jekaterinoslav (Russisch: Екатеринославская губернія, Jekaterinoslavskaja goebernija; Oekraïens: Катеринославська губернія) was een gouvernement (goebernija) in het keizerrijk Rusland. Het gouvernement grensde aan de gouvernementen Poltava, Cherson, Taurida, Charkov en de Militaire Oblast Don. De hoofdstad was Jekaterinoslav, nu Dnipro.

## Geschiedenis
Het gouvernement ontstond uit het gouvernement Novorossiejsk, gouvernement Nikolajev en het gouvernement Azov in 1802. In 1874 werd Marioepol afgescheiden van Aleksanrovsk. In 1887 werden de steden Rostov aan de Don en Taganrog overgedragen aan de oblast Don Host. In 1918 werd het gebied rond Taganrog zonder de stad zelf onderdeel van het gouvernement Jekaterinoslav. Later ging het gebied rond Taganrog terug naar de oblast Don Host. De Oekraïense Volksrepubliek nam een wet aan voor hervorming van de Oekraïense administratieve eenheden waarbij de gouvernementen verdeeld werden in nieuwe eenheden. De wet werd niet uitgevoerd en kon de communistische staatsgreep niet voorkomen. De leider van de plegers van de staatsgreep was Pavlo Skoropadsky en hij richtte de Oekraïense Staat op. De grenzen van het gouvernement veranderden niet tot de hervormingen van 1919.
In 1919 kreeg Krivyi Rih de status van oejezd en deze werd gecreëerd uit de veroverde gebieden van het gouvernement Cherson. In 1920 verwierf het gouvernement Jekaterinoslav gebieden van de gouvernementen Olexand en Donetsk. In 1922 werd het gouvernement Zaporizja niet gecreëerd. De gebieden kwamen terug bij het gouvernement Jekaterinoslav en delen afkomstig van het gouvernement Krementsjoek. In 1923 werden alle gouvernementen hervormd tot zeven okroegen op 3 juni 1925. 
Op 1 augustus 1925 werd het gouvernement Jekaterinoslav afgeschaft. Het gebied van het gouvernement werd hierna verdeeld over meerdere oblasten in de Oekraïense Socialistische Sovjetrepubliek.

## Gouvernementen voor de communistische coup
Generaal-gouverneur
- 1823 - 1844 Michail Vorontsov

Gouverneurs
- 1802 - 1803 Sergei Beklesjov
- 1803 - 1809 Pjotr Berg
- 1809 - 1817 Kirill Gladki
- 1817 - 1820 Ivan Kalageorgi
- 1820 - 1823 Viktor Sjemiot
- 1823 - 1824 Trofim Tsalaban
- 1824 - 1828 Alexei Svyetsjin
- 1828 - 1831 Dmitri Zakhortsjevski
- 1831 - 1832 Otto Frank (gouverneur)
- 1832 - 1836 Nikanor Longinov
- 1836 - 1837 Dmitri Safonov (vice-gouverneur)

## Voorzitters van het gouvernement
Revkoms
- 26 oktober 1917 - ? Emmanuil Kviring
- november 1919 - 1920 Sergei Minin

Ispolkom
- februari 1919 - 1920 Vasiliy Averin
- 1920 - 1921 Ivan Klymenko
- 1921 Stepan Vlasenko
- ? - 1923 Yakov Kuznetsjov
- 1923 - 1924 Samokhvalov
- februari 1925 - augustus 1925 Ivan Gavrilov

## Chekists
Cheka
- 1919 Vasyl Valiavko (verplaatst naar  Volyn Cheka)
- 1919 - 1920 Aleksandr Alpov (verplaatst naar Mykolaiv Cheka)

Gub-department of GPU
- 24 mei 1922 - 16 februari 1923 Izrail Leplevski (verplaatst naar Podolia Cheka)
- 1923 P.Onisjtsjenko
- 1 september 1924 - 1 september 1925 Semen Dukelsky